# Teatro Comunale (Penna San Giovanni)

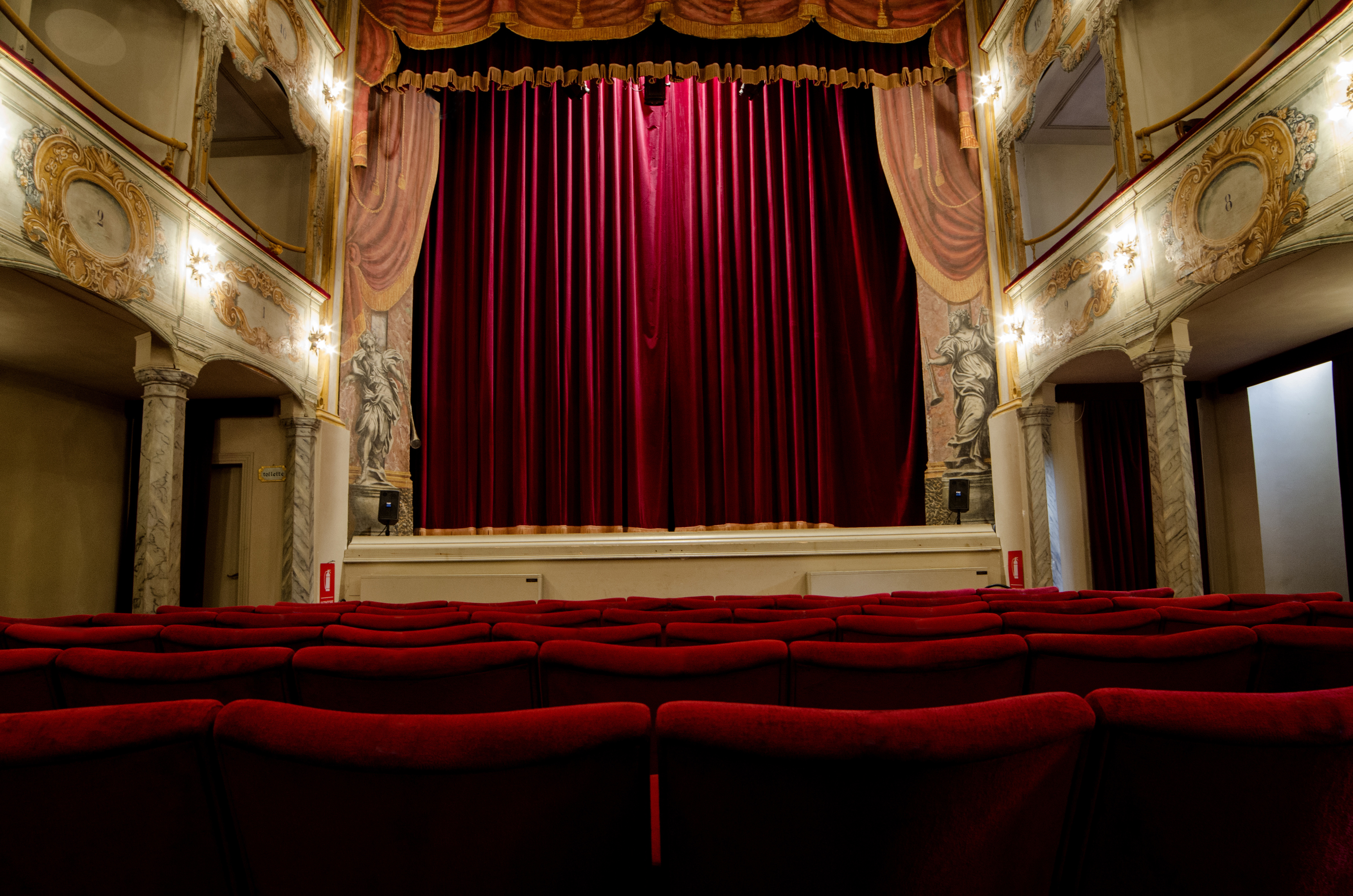
Vista dalla platea

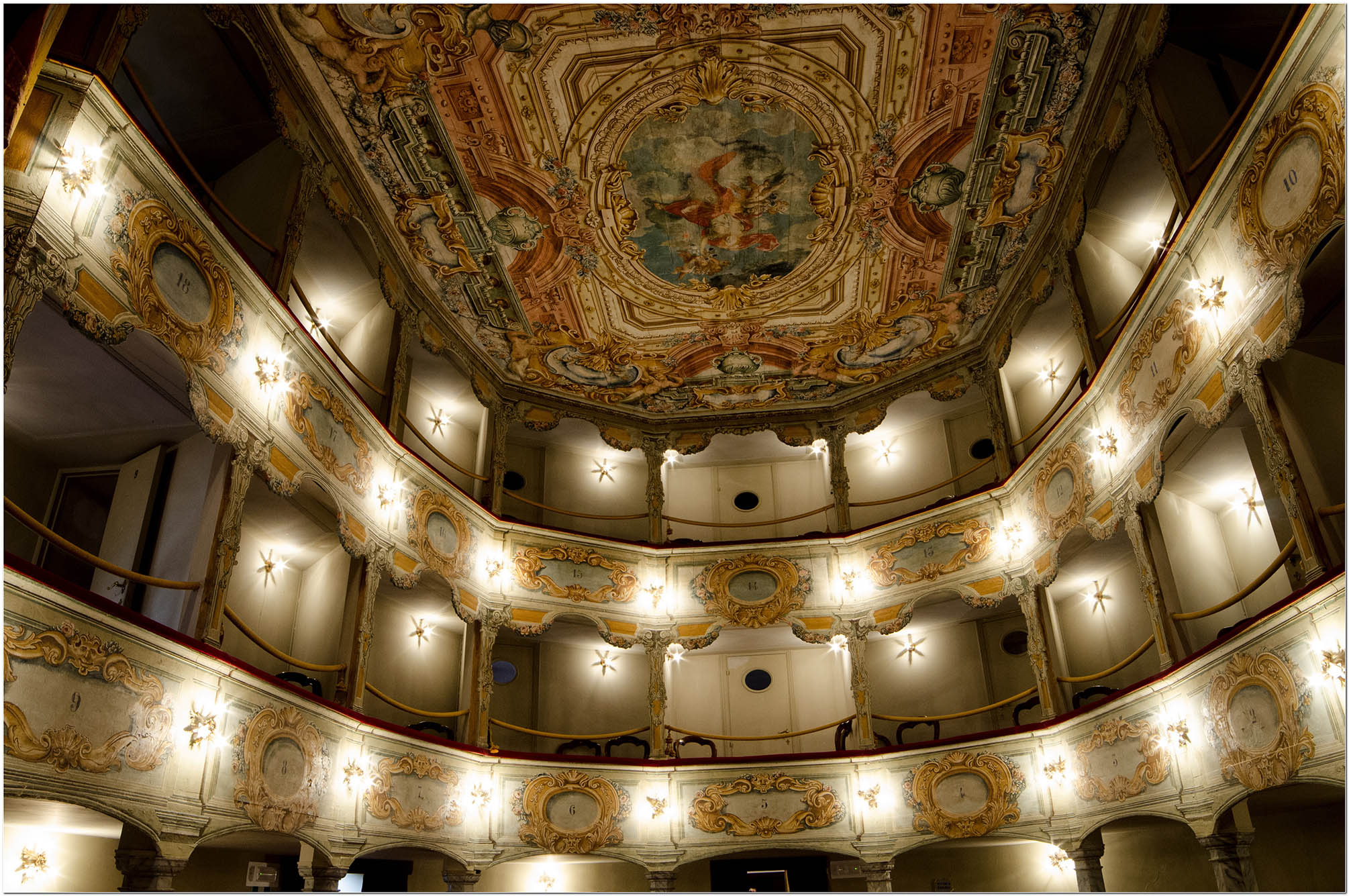
Vista dal palcoscenico

Il Teatro Comunale di Penna San Giovanni, erroneamente definito da alcuni Teatro Flora, fu edificato intorno al 1780 all'interno del palazzo dei Priori grazie all'istituzione di un condominio teatrale, sistema grazie al quale furono creati nelle Marche, tra la fine del XVII secolo e l'inizio del XIX secolo, un gran numero di piccoli e grandi teatri, primo fra tutti il Teatro della Fortuna di Fano (1677).

## Storia
Il teatro, di modeste dimensioni, fu progettato e realizzato, in stile barocco, quasi interamente in legno dal pittore locale Antonio Liozzi (1730-1807). All'artista pennese, formatosi presso la scuola romana del pittore Marco Benefial, si deve sia la struttura, sia la decorazione pittorica caratterizzata da motivi floreali e dipinti trompe-l'œil.
Lasciato per anni in disuso e in stato di abbandono, dal 1974 si è iniziato il suo recupero ultimato circa venti anni dopo, nel 1993.
Il teatro, sia in documenti storici che in atti ufficiali, viene sempre definito come "comunale" o "teatro pubblico"; la denominazione "Flora" entrò sporadicamente in uso dal 1993, coniata dall'allora sindaco, quale omaggio per le "grazie" ricevute dalla componente di una compagnia di saltimbanchi che, alla fine della seconda guerra mondiale, ebbe modo di esibirsi nel teatro. La dicitura "Teatro Comunale" appare anche in un disegno/progetto a chine colorate, datato 1871 e presente in una cornice apposta a sinistra dell'accesso alla platea.

## Descrizione
Il teatro riveste una particolare importanza essendo il solo costruito solo in legno nell'intera  provincia di Macerata ed esempio raro anche in tutto il territorio italiano. La struttura è quella di un tipico teatro all'italiana con una platea e palchi disposti in due ordini. I palchi sono retti da una serie di colonne esagonali sottili in legno dipinte per imitare il marmo. Le balaustre, pure in legno, sono decorate da finte cornici con festoni floreali.
La copertura della sala è ingentilita da una decorazione policroma. Le piccole dimensioni ne limitano la capienza a soli novantanove posti.